# 葫芦河 (北洛河支流)
葫芦河，古称华水，是黄河的第一大支流渭河的支流北洛河右岸的一大支流。

## 自然地理
源于甘肃东北部华池县，东南流经合水县太白镇瓦岗川口出甘肃境，甘肃省境长74.5公里，流域面积2330平方公里；进入陕西省富县，再入黄陵县境。陕境流长143.8公里，集水面积3068平方公里。流域为桥山（子午岭）林区，植被茂密，河水清澈，年径流量1.8亿立方米，7、8、9三个月的流量占年径流量的36%，年内流量分配比较均匀。年输沙量54万吨，每立方米水含沙仅3公斤。流域年平均降水量523毫米，年平均水资源总量5881.96万立方米。
干流平均坡降2.37‰，较大支流有大凤川、小凤川、二将川（流域面积246平方公里）、荔原堡河（荔园堡川）（流域面积274平方公里）、平定川、连家砭川、荔园川、豹子川等。

## 水利开发
南梁万亩灌区，位于华池县东部二将川和荔原堡川，包括南梁、山庄、林镇3个乡，12个村。
富县境内筑渠引水灌溉工程，主要分布在葫芦河两岸的直罗、张村驿、张家湾3个乡镇。
南沟门水利枢纽工程：坝址位于延安市黄陵县北洛河支流葫芦河河口上游约3公里处，为大（Ⅱ）型工程，最大坝高65米，总库容2亿立方米。

## 延伸阅读
[在维基数据编辑]